# Lithophane subtilis
Lithophane subtilis är en fjärilsart som beskrevs av John G. Franclemont 1969. Lithophane subtilis ingår i släktet Lithophane och familjen nattflyn. Inga underarter finns listade i Catalogue of Life.